# Contractuur (geneeskunde)

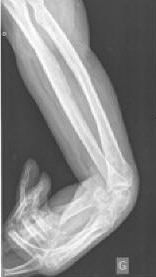
Polscontractuur na een beroerte

Een contractuur is een bewegingsbeperking waarbij spieren of pezen verkort raken, zodat een dwangstand van een gewricht ontstaat. De aangetaste spieren of gewrichten kunnen niet of slechts gedeeltelijk worden bewogen, en de beweging is vaak pijnlijk. Een contractuur is meestal een reactie op langdurige spasticiteit in een bepaald spiergebied, maar het kan ook een gevolg zijn van een abnormale ontwikkeling van de bindweefsels. Een contractuur kan optreden bij mensen die lang geïmmobiliseerd zijn, door bijvoorbeeld gipsverband, een spalk, of na langdurige inactiviteit (zoals bedrust of het zitten in een rolstoel).
Geleidelijke contracturen ontstaan meestal doordat de elastische weefsels die in spieren of pezen voorkomen vervangen worden door niet-elastische weefsels (fibrose). Dit resulteert in een verkorting en verharding van deze weefsels, wat leidt tot stijfheid, gewrichtsmisvormingen en uiteindelijk een totaal verlies van beweging rond het gewricht (invaliditeit). Door middel van fysiotherapie, ergotherapie en andere oefeningsregimes kunnen contracturen worden voorkomen en behandeld.
Contracturen kunnen ook het gevolg zijn van ischemie (tekort aan bloedtoevoer), wat leidt tot het afsterven van spierweefsel, zoals bij de contractuur van Volkmann. Wondcontracturen worden veroorzaakt door overmatige accumulatie van myofibroblasten en matrixmetalloproteases in wondranden (brandwonden en littekens) na letsel.